# وزارة الخزانة (المملكة المتحدة)
وزارة الخزانة (بالإنجليزية: HM Treasury)‏، أو ما يعرف رسميا في المملكة المتحدة وزارة خزانة جلالة الملك، هي وزارة تابعة لحكومة المملكة المتحدة مسؤولة عن تطوير وتنفيذ السياسة المالية العامة والسياسة الاقتصادية للحكومة. تحتفظ الخزانة بالنظام الإلكتروني للمحاسبة المركزية وإعداد التقارير الذي يفصل الإنفاق الوزاري تحت الآلاف من عناوين التصنيفات، والذي من خلاله يتم إصدار البيانات المالية السنوية لمجمل الحسابات الحكومية.